# 里特斯多夫 (图林根州)
里特斯多夫（德語：Rittersdorf）是德国图林根州的一个市镇。总面积8.76平方公里，总人口260人，其中男性130人，女性130人（2011年12月31日），人口密度30人/平方公里。